# Hygrolejeunea pterota
Hygrolejeunea pterota là một loài Rêu trong họ Lejeuneaceae. Loài này được (Hook. f. & Taylor) Stephani mô tả khoa học đầu tiên năm 1914.